# The Cistercian Monks of Stift Heiligenkreuz
The Cistercian Monks of Stift Heiligenkreuz (hrv. Cisterciti opatije Heiligenkreuz) umjetničko je ime pjevačkog zbora redovnika-cistercita donjoaustrijske opatije Heiligenkreuz koji su do sada snimili šest CD-ova gregorijanskog pjevanja kojima su privukli pozornost europske i svjetske glazbene javnosti. Imena pojedinih pjevača nisu nikada posebno objavljivana jer redovnici sebe prvenstveno doživljavaju kao osobe posvećene Bogu koje pjevaju iz vjerskih, a ne iz profesionalnih razloga. 
Redovnici opatije Heiligenkreuz su 2011. godine utemeljili i vlastitu diskografsku kuću Obsculta Music, a za svoja su javna glazbena postignuća nagrađeni uglednim nagradama i priznanjima. Prvi glazbeni album pod nazivom Chant: Music for Paradise objavila im je 2008. godine diskografska kuća Universal Music (pod tim je nazivom album objavljen u Europi, a u ostatku svijeta objavljen je pod nazivom Chant: Music for the Soul). Samo taj njihov album dosegnuo je potom zlatnu i platinastu nakladu: godine 2009. isti je album osvojio je i njemačku glazbenu nagradu ECHO Klassik u kategoriji "Bestseller des Jahres" (hrv. "Najprodavaniji album godine").

## Glazbeni albumi

### Chant: Music for Paradise
Godine 2007. redovnici opatije Heiligenkreuz objavili su jedan glazbeni video zapis na internetskoj platformi YouTube. Taj je njihov video u vrlo kratkome roku dosegao veliku gledanost pa im je diskografska kuća Universal Music ponudila snimanje i objavu cijelog jednog glazbenog albuma. 
Početkom travnja 2008. održano je tonsko snimanje u samostanskoj crkvi Sv. Križa (njem. Kreuzkirche) u Heiligenkreuzu: sedamnaest redovnika, koje je kantor odabrao za snimanje, htjeli su pjevanje snimati u crkvi a ne u tonskom studiju pa je stoga crkva Sv. Križa u kratkom roku preuređena za trodnevno tonsko snimanje. Redovnicima je pri snimanju bilo vrlo važno duhovno okruženje i mogućnost pjevanja prema oltaru, prema tabernakulu i prema relikviji Sv. Križa.
Album Chant – Music for Paradise objavljen je u svibnju iste godine i uskoro potom vinuo se u sam vrh međunarodnih glazbenih top-lista. Osobit je uspjeh postigao u Velikoj Britaniji, o čemu su s oduševljenjem izvještavali mnogi austrijski mediji: Falco, DJ Ötzi i Peter Cornelius kao član glazbenog sastava Enigma bili su jedini austrijski glazbenici čiji su glazbeni uradci bili u vrhu britanskih top-lista prije glazbenog prvijenca redovnika iz Heiligenkreuza. Ujedno su tako cisterciti iz Heiligenkreuza ponovili uspjeh benediktinskih redovnika iz opatije Santo Domingo de Silos u španjolskoj pokrajini Burgos, koji su 1994. godine svojim CD-om Chant dosegli 3. mjesto na glazbenoj listi Billboard Hot 100.
Prihod od prodaje CD-a namijenjen je školovanju svećenika iz zemalja tzv. Trećega svijeta u opatiji Heiligenkreuz. Album Chant: Music for Paradise postigao je zlatnu nakladu u Austriji a dospio je i u vrh glazbenih top-lista u Belgiji i Švicarskoj. Svojedobno je također bio na 5. mjestu glazbene top-liste u Njemačkoj, 23. mjestu u Italiji, na 27. mjestu u Španjolskoj i 49. mjestu u Francuskoj.
Dana 3. listopada 2008. objavljeno je i drugo ali dvostruko CD-izdanje albuma Chant: Music für Paradise: na drugom CD-u tog izdanja snimljene su i objavljene adventske Večernja i Zornica te božićni Hvalospjevi i božićna misa Puer natus est.

### Chant: Amor et Passio
Redovnici opatije Heiligenkreuz su 2011. godine utemeljili vlastitu diskografsku kuću Obsculta Music kako bi objavili svoj novi CD-album Amor et Passio. Dana 4. studenoga 2011. taj se album prvi put pojavio u glazbenim prodavaonicama. Iako je novi CD prvotno bio namijenjen isključivo prodaji u samostanskom dućanu u Heiligenkreuzu, kasnije su se redovnici ipak odlučili i za suradnju s tradicionalnom bečkom diskografskom kućom Preiser Records koja je osigurala distribuciju CD-a diljem svijeta.
Četiri tjedna nakon objavljivanja, CD je u Austriji postigao zlatnu nakladu, a u prosincu 2012. i platinastu. 
Osim gregorijanskog pjevanja cistercita opatije Heiligenkreuz, na CD-u Amor et Passio objavljene su i skladbe Antiphona "Ubi Caritas", Litaniae Lauretanae, Litaniae Sacratissimi Cordis Iesu i Te Deum luksemburškog skladatelja i pijanista Davida Iannija.
Jednako kao i 2008. godine, prihod od prodaje CD-a namijenjen je stipendiranju studenata, budućih svećenika, iz tzv. zemalja u razvoju na Filozofsko-teološkoj visokoj školi Benedikt XVI. (njem. Philosophisch-Theologische Hochschule Benedikt XVI.) u Heiligenkreuzu.

### Chant: Stabat Mater
Treći CD cistercita opatije Heiligenkreuz pod nazivom Chant: Stabat Mater objavljen je 2012. godine kao svojevrsno svjedočanstvo osobite povezanosti austrijske opatije Heiligenkreuz sa samostanom Stiepel, prioratom opatije Heiligenkreuz utemeljenim 1988. godine u istoimenom dijelu grada Bochuma u njemačkoj saveznoj pokrajini Sjevernoj Rajni-Vestfaliji. Odabir snimljenih djela duhovno je povezan s patnjom Djevice Marije, ponajprije stoga što je cistercitski red osobito predan štovanju Marije, Majke Božje, ali i zato što je samostanska crkva Sv. Marije u Stiepelu poznato marijansko svetište u kojemu se osobito štuje Gospa Žalosna.
I na ovom su CD-albumu, kao poseban dodatak, objavljene instrumentalne interpretacije, odnosno klavirska pratnja za pojedine pjesme u izvedbi luksemburškog skladatelja i pijanista Davida Iannija.
CD Chant: Stabat Mater javnosti je predstavljen 30. rujna 2012. u sklopu jedne molitvene večeri u samostanskoj crkvi opatije Heiligenkreuz. Bio je to ujedno i prvi dobrotvorni koncert cistercita u Heiligenkreuzu, a prihod od prodaje CD-a darovan je tamošnjoj Filozofsko-teološkoj visokoj školi Benedikt XVI.

### Chant: Missa Latina
U studenome 2012. objavljen je četvrti CD cistercita opatije Heiligenkreuz pod nazivom Chant: Missa Latina. Album je snimljen u suradnji s Ansamblom "Vox Gotica", a jedna od snimljenih izvedbi je i višeglasna Missa sine nomine kasnogotičkoga skladatelja i glazbenog teoretičara Guillaumea Dufaya. I svi liturgijski napjevi Svete mise u postkoncilskome crkvenom obredu – poznati i pod nazivom novus ordo missae – također su trajno zabilježni na ovom CD-u.
U mnogim objavama za medije se iz opatije Heilgenkreuz uvijek naglašava da Drugi vatikanski sabor nije dokinuo, nego upravo zagovarao uporabu latinskoga jezika u Bogoslužju. Pritom često biva citirana 54. odredba koncilske objave Sacrosanctum Concilium: Kršćanskim vjernicima treba biti omogućeno i da pojedine dijelove ordinarija mise mogu međusobno govoriti ili pjevati na latinskom jeziku.

### Chant: Into the Light
Peti glazbeni album Chant: Into the Light objavljen je u studenom 2014. nakon što su cisterciti opatije Heiligenkreuz sklopili distribucijsko partnerstvo s tvrtkom Naxos of America, jednim od vodećih pružatelja usluga mrežnog streaminga. To partnerstvo i u vrlo kratkom vremenu postignuti značajni rezultati prodaje CD-a, odraz su kontinuiranoga interesa ljubitelja glazbe za gregorijansko pjevanje redovnika i njihovu osobitu popularnost u Sjedinjenim Američkim Državama. Osim naziva albuma na engleskom jeziku, zbog američke su publike i tekstovi u knjižici CD-a pisani na engleskom i španjolskom jeziku.
CD Chant: Into the Light kompilacija je pojedinih glazbenih brojeva s prethodnih albuma Chant: Amor et Passio i Chant: Stabat Mater. Objavljena 24 naslova posvećena su Blaženoj Djevici Mariji i njenoj ljubavi prema vlastitom Sinu, Isusu Kristu: o toj ljubavi govore pjesme o ljubavi i nadi, a iste slušatelju omogućuju i dublji duhovni doživljaj Uskrsa.

### Chant for Peace
U povodu 49. obljetnice objave Deklaracije o odnosu Crkve prema nekršćanskim religijama Nostra aetate (Drugi vatikanski sabor, 28. listopada 1965.) u samostanskoj crkvi opatije Heiligenkreuz je 9. studenoga 2014. održan dobrotvorni konzert u sklopu kojega su se nazočni prisjetili i žrtava pogroma Židova u Kristalnoj noći 1938. godine. Tom su prigodom zajedno nastupili cisterciti opatije Heiligenkreuz i poznata austrijska pjevačica židovskoga podrijetla Timna Brauer uz pratnju ansambla Eliasa Meirija. Neuobičajen spoj gregorijanskoga pjevanja i psalama redovnika s jemensko-židovskom glazbenom tradicijom i starozavjetnim tekstovima rezultirao je tako svojevrsnim kršćansko-židovskim dijalogom koji je imao snažan pozitivan odjek u javnosti. Ujedno je obnovljena i suradnja s diskografskom kućom Deutsche Grammophon te pokrenuti planovi za snimanje novoga CD-a s istim programom. Sukladno tim planovima, album Chant for Peace objavljen je 8. svibnja 2015. godine, na 70. godišnjicu završetka Drugoga svjetskoga rata u Europi.
Najavljujući ovaj album u medijima, pater Karl Wallner je u ime cistercita opatije Heiligenkreuz u ožujku 2015. rekao:

## Diskografija
- 2008. – Chant: Music for Paradise, UCJ Music / Universal Music, CD 4766774[19] / Chant: Music for the Soul, London – Decca, CD B0011489-02[20]
- 2008. – Chant: Music for Paradise, Universal Music / UCJ Music, 2xCD 4766977[7]
- 2010. – Best of Gregorian Chant (kompilacija): Zisterzienser Mönche vom Stift Heiligenkreuz, Choralschola des Klosters Santo Domingo de Silos i dr., Deutsche Grammophon, CD 480 3408[21]
- 2011. – Chant: Amor et Passio, Obsculta Music / Preiser Records, CD 91200[9][22]
- 2012. – Chant: Stabat Mater, Obsculta Music, CD OM 0003[23]
- 2012. – Chant: Missa Latina, Obsculta Music, CD OM 0002[12]
- 2014. – Chant: Into the Light, Obsculta Music, CD OSM 0004[14]
- 2015. – Chant for Peace, Deutsche Grammophon, CD 479 4709 GH[24]

## Nagrade i priznanja
- 2008. – "Zlatna ploča" za album Chant: Music for Paradise u Belgiji,[25] Velikoj Britaniji, Njemačkoj i Poljskoj[26]
- 2008. – "Platinasta ploča" u Nizozemskoj za album Chant: Music for Paradise[27]
- 2008. – Nagrada medija (njem. "Medienpreis") donjoaustrijske "Turističke nagrade 2008."[28][29]
- 2009. – nominacija za glazbenu nagradu Echo u kategoriji "Newcomer international"[30]
- 2009. – dvostruka Platinasta ploča u Poljskoj za album Chant: Music for Paradise
- 2009. – nagrada ECHO Klassik u kategoriji "Bestseller des Jahres" za album Chant: Music for Paradise[3]

## Vanjske poveznice

### Sestrinski projekti
| Portal:Kršćanstvo | Portal: Kršćanstvo |

|  | Zajednički poslužitelj ima još gradiva o temi Zbor cistercita opatije Heiligenkreuz         |
|  | Zajednički poslužitelj ima još gradiva o temi "Zlatna ploča" cistercitima iz Heiligenkreuza |

### Mrežna mjesta
- The Cistercian Monks of Stift Heiligenkreuz na Discogsu
- (njem.) Opatija Heiligenkreuz – CD Chant: Music for Paradise
- (njem.) Opatija Heiligenkreuz – CD Chant: Amor et Passio
- YouTube: Chant – Amor et Passio, promotivna najava albuma
- Spotify: Cistercian Monks of Stift Heiligenkreuz
- (njem.) Opatija Heiligenkreuz – CD Chant: Stabat Mater
- (njem.) Opatija Heiligenkreuz: FAQ – CHANT, intervju s paterom Karlom Wallnerom
- (njem.) Erzdiözese Wien / Kunst & Kultur – Neue CD: Heiligenkreuzer Mönche und Timna Brauer
- (njem.) (engl.) (rus.) (tal.) ... (hrv.) Službene stranice opatije Heiligenkreuz